# Gliese 674
Gliese 674 ist ein 14,8 Lichtjahre von der Erde entfernter Roter Zwerg im Sternbild Altar. Er besitzt eine scheinbare Helligkeit von 9,38 mag. Im Jahre 2007 entdeckte Xavier Bonfils einen Exoplaneten, der diesen Stern umkreist.

## Planet
Gliese 674 b ist ein Exoplanet, der den Zentralstern alle 4,69 Tage umkreist. Die Umlaufbahn hat eine große Halbachse von ca. 0,039 AE bei einer Mindestmasse von ca. 11 Erdmassen bzw. 0,035 Jupitermassen. Die Entdeckung des Exoplanet gelang Bonfils et al. mit Hilfe der Radialgeschwindigkeitsmethode und wurde im Jahr 2007 publiziert.